# Binnenhof
A Binnenhof (hollandul: belső udvar) épületegyüttes Hollandiában, Hága városközpontjában, a Hofvijver tó mellett.  
Itt ülésezik a holland parlament, a Staten-Generaal mindkét háza. A világ legrégebbi ma is parlamentnek használt épülete. Ugyancsak itt van a holland miniszterelnök hivatala és az Általános Ügyek Minisztériuma.
A komplexum jórészt a 13. században épült. A gótikus kastély eredetileg a holland grófság urainak a rezidenciája volt. 1584-ben a Holland Köztársaság politikai központja lett.

## Fordítás
Ez a szócikk részben vagy egészben  a   Binnenhof című angol Wikipédia-szócikk ezen változatának fordításán alapul.  Az eredeti cikk szerkesztőit annak laptörténete sorolja fel. Ez a jelzés csupán a megfogalmazás eredetét és a szerzői jogokat jelzi, nem szolgál a cikkben szereplő információk forrásmegjelöléseként.